# Wypnicha
Wypnicha – wieś w Polsce położona w województwie lubelskim, w powiecie lubartowskim, w gminie Michów.
| SIMC    | Nazwa        | Rodzaj    |
| ------- | ------------ | --------- |
| 1020714 | Trzecie Pole | część wsi |
| 1020766 | Zagórze      | część wsi |
| 1020772 | Załącze      | część wsi |

Wieś szlachecka położona była w drugiej połowie XVI wieku w powiecie lubelskim województwa lubelskiego. W latach 1975–1998 miejscowość administracyjnie należała też do województwa lubelskiego.
Wieś stanowi sołectwo gminy Michów. Według Narodowego Spisu Powszechnego z roku 2011 wieś liczyła 215 mieszkańców.

## Demografia
Współczesna struktura demograficzna wioski Wypnicha na podstawie danych z lat 1995–2009 według roczników GUS-u, z prezentacją danych z 2002 roku:
| WYSZCZEGÓLNIENIE | WYSZCZEGÓLNIENIE | WYSZCZEGÓLNIENIE | WYSZCZEGÓLNIENIE | WYSZCZEGÓLNIENIE | J. m.       | POPULACJA MIESZKAŃCÓW (w przedziałach wiekowych w 2002 roku) | POPULACJA MIESZKAŃCÓW (w przedziałach wiekowych w 2002 roku) | POPULACJA MIESZKAŃCÓW (w przedziałach wiekowych w 2002 roku) | POPULACJA MIESZKAŃCÓW (w przedziałach wiekowych w 2002 roku) | POPULACJA MIESZKAŃCÓW (w przedziałach wiekowych w 2002 roku) | POPULACJA MIESZKAŃCÓW (w przedziałach wiekowych w 2002 roku) | POPULACJA MIESZKAŃCÓW (w przedziałach wiekowych w 2002 roku) | POPULACJA MIESZKAŃCÓW (w przedziałach wiekowych w 2002 roku) | POPULACJA MIESZKAŃCÓW (w przedziałach wiekowych w 2002 roku) | POPULACJA MIESZKAŃCÓW (w przedziałach wiekowych w 2002 roku) |
| WYSZCZEGÓLNIENIE | WYSZCZEGÓLNIENIE | WYSZCZEGÓLNIENIE | WYSZCZEGÓLNIENIE | WYSZCZEGÓLNIENIE | J. m.       | OGÓŁEM                                                       | 0-9                                                          | 10-19                                                        | 20-29                                                        | 30-39                                                        | 40-49                                                        | 50-59                                                        | 60-69                                                        | 70-79                                                        | 80+                                                          |
| ---------------- | ---------------- | ---------------- | ---------------- | ---------------- | ----------- | ------------------------------------------------------------ | ------------------------------------------------------------ | ------------------------------------------------------------ | ------------------------------------------------------------ | ------------------------------------------------------------ | ------------------------------------------------------------ | ------------------------------------------------------------ | ------------------------------------------------------------ | ------------------------------------------------------------ | ------------------------------------------------------------ |
| I.               | OGÓŁEM           | OGÓŁEM           | OGÓŁEM           | OGÓŁEM           | os.         | 247                                                          | 37                                                           | 32                                                           | 40                                                           | 23                                                           | 22                                                           | 26                                                           | 25                                                           | 38                                                           | 4                                                            |
| I.               | –                | odsetek          | odsetek          | odsetek          | %           | 100                                                          | 15                                                           | 13                                                           | 16,2                                                         | 9,2                                                          | 8,9                                                          | 10,6                                                         | 10,1                                                         | 15,4                                                         | 1,6                                                          |
| I.               | 1.               | WEDŁUG PŁCI      | WEDŁUG PŁCI      | WEDŁUG PŁCI      | WEDŁUG PŁCI | WEDŁUG PŁCI                                                  | WEDŁUG PŁCI                                                  | WEDŁUG PŁCI                                                  | WEDŁUG PŁCI                                                  | WEDŁUG PŁCI                                                  | WEDŁUG PŁCI                                                  | WEDŁUG PŁCI                                                  | WEDŁUG PŁCI                                                  | WEDŁUG PŁCI                                                  | WEDŁUG PŁCI                                                  |
| I.               | 1.               | A.               | Mężczyzn         | Mężczyzn         | os.         | 126                                                          | 20                                                           | 15                                                           | 26                                                           | 11                                                           | 13                                                           | 13                                                           | 12                                                           | 15                                                           | 1                                                            |
| I.               | 1.               | A.               | –                | odsetek          | %           | 51                                                           | 8,1                                                          | 6,1                                                          | 10,5                                                         | 4,4                                                          | 5,3                                                          | 5,3                                                          | 4,8                                                          | 6,1                                                          | 0,4                                                          |
| I.               | 1.               | B.               | Kobiet           | Kobiet           | os.         | 121                                                          | 17                                                           | 17                                                           | 14                                                           | 12                                                           | 9                                                            | 13                                                           | 13                                                           | 23                                                           | 3                                                            |
| I.               | 1.               | B.               | –                | odsetek          | %           | 49                                                           | 6,9                                                          | 6,9                                                          | 5,7                                                          | 4,8                                                          | 3,6                                                          | 5,3                                                          | 5,3                                                          | 9,3                                                          | 1,2                                                          |

| I. | OGÓŁEM | OGÓŁEM  | OGÓŁEM            | OGÓŁEM            | OGÓŁEM            | os.     | 247     | 126     | 121     |         |         |         |         |         |         |         |         |         |         |         |
| I. | –      | odsetek | odsetek           | odsetek           | odsetek           | %       | 100     | 51      | 49      |         |         |         |         |         |         |         |         |         |         |         |
| I. | 1.     | W WIEKU | W WIEKU           | W WIEKU           | W WIEKU           | W WIEKU | W WIEKU | W WIEKU | W WIEKU | W WIEKU | W WIEKU | W WIEKU | W WIEKU | W WIEKU | W WIEKU | W WIEKU | W WIEKU | W WIEKU | W WIEKU | W WIEKU |
| I. | 1.     | A.      | Przedprodukcyjnym | Przedprodukcyjnym | Przedprodukcyjnym | os.     | 63      | 32      | 31      |         |         |         |         |         |         |         |         |         |         |         |
| I. | 1.     | A.      | –                 | odsetek           | odsetek           | %       | 25,5    | 13      | 12,5    |         |         |         |         |         |         |         |         |         |         |         |
| I. | 1.     | B.      | Produkcyjnym      | Produkcyjnym      | Produkcyjnym      | os.     | 123     | 72      | 51      |         |         |         |         |         |         |         |         |         |         |         |
| I. | 1.     | B.      | –                 | odsetek           | odsetek           | %       | 49,8    | 29,1    | 20,7    |         |         |         |         |         |         |         |         |         |         |         |
| I. | 1.     | B.      | a.                | mobilnym          | mobilnym          | os.     | 80      | 45      | 35      |         |         |         |         |         |         |         |         |         |         |         |
| I. | 1.     | B.      | a.                | –                 | odsetek           | %       | 32,4    | 18,2    | 14,2    |         |         |         |         |         |         |         |         |         |         |         |
| I. | 1.     | B.      | b.                | niemobilnym       | niemobilnym       | os.     | 43      | 27      | 16      |         |         |         |         |         |         |         |         |         |         |         |
| I. | 1.     | B.      | b.                | –                 | odsetek           | %       | 17,4    | 10,9    | 6,5     |         |         |         |         |         |         |         |         |         |         |         |
| I. | 1.     | C.      | Poprodukcyjnym    | Poprodukcyjnym    | Poprodukcyjnym    | os.     | 61      | 22      | 39      |         |         |         |         |         |         |         |         |         |         |         |
| I. | 1.     | C.      | –                 | odsetek           | odsetek           | %       | 24,7    | 8,9     | 15,8    |         |         |         |         |         |         |         |         |         |         |         |

## Geografia

### Położenie i warunki naturalne
Wieś Wypnicha położona jest w zachodniej części Wysoczyzny Lubartowskiej, leżąc w odległości: 19,2 km na zachód od Lubartowa, 28,2 km na wschód, północny wschód od Puław, 29,8 km na północ, północny zachód od Lublina i 33,7 km na wschód, południowy wschód od Ryk – leżąc na wysokości 156,7 m n.p.m.
Wieś Wypnicha podzielona jest na 3 części integralne wsi, tj.: Trzecie Pole, Zagórze i Załącze; zawarte w systemie TERYT oraz 4 części nieformalne, tj.: 2 przysiółki (Wypnicha-Załącze i Smardzówki), 1 kolonię wsi – Kolonia Wypnicha i 1 część integralną wsi – Stara Wieś; nie są one jednak wymienione w systemie TERYT z nr SIMC.
Dwie części integralne wsi Wypnicha, tj.: Stara Wieś i Załęcze leżą na południowym i północnym stoku doliny dwóch strug wodnych, łączących się w centralnym punkcie wsi. Strugi te nie posiadają formalnych nazw – dla określenia głównej czasami zwyczajowo używa się nazwy Potok. Ów Potok, jak i jego prawobrzeżny dopływ płyną z zachodu na wschód i połączone stanowią lewobrzeżny dopływ rzeki Mininy. Bieg obu strug jest uregulowany. U zbiegu strug, podobnie jak na lewym brzegu potoku, znajdują się tereny torfowiska niskiego porośnięte olsem. Teren ten nosi nazwę uroczyska Zbrody. Wschodnia część torfowiska porośnięta jest zaroślami wiklinowymi i kruszynowymi. Tereny owych dolin rzecznych zostały w znacznej mierze zmeliorowane.
Leżąca na południu Kolonia Wypnicha (w tym Zagórze) leży na północno-wschodnim stoku Pagóra, którego szczyt (176,5 m n.p.m.) – będący jednocześnie najwyższym punktem Wypnichy – leży w pobliżu granicy z kolonią wsi Michałówka.

### Klimat
Średnioroczna temperatura wynosi ok. +7,5 °C. Najcieplejszym miesiącem jest lipiec, ze średnią temperaturą +17,5 °C, najzimniejszym styczeń –4,0 °C. Okres wegetacyjny trwa ok. 210 dni, a okres bezprzymrozkowy ok. 160 dni. Średnia roczna suma opadów wynosi ok. 540–550 mm. Czas zalegania pokrywy śnieżnej wynosi 80 dni.

### Topografia
Wieś podzielona jest na trzy główne części: Starą Wieś położoną na południe od doliny Potoku, Załęcze położone na północ od doliny Potoku i Kolonię położoną na południe od Starej Wsi.
Stara Wieś jest częścią najstarszą. Wyeksponowanym miejscem tej części wsi Wypnicha jest plac, na którym stoi remiza OSP, budynek sklepu i pomnik ofiar II wojny światowej oraz przystanek autobusowy. Przy placu znajduje się skrzyżowanie drogi asfaltowej prowadzącej na wschód do Gołębia-Kolonii oraz na północ do Ciotczy z drogami żwirowymi prowadzącymi na zachód do Kolonii Ciotcza i na południe do Michałówki. Gospodarstwa położone są głównie po północnej stronie drogi. Po przeciwnej stronie znajduje się główny plac, a za nim – wzdłuż drogi na południe – budynek publicznej szkoły podstawowej. Na zachód od tego miejsca są budynki dawnego kółka rolniczego i zlewni mleka.
Załęcze oddzielone jest od Starej Wsi polami uprawnymi oraz Potokiem i podmokłym torfowym lasem olszynowym, zwanym Zbrodami. Gospodarstwa Załęcza zgrupowane są wzdłuż polnej drogi prowadzącej z zachodu na wschód wzdłuż biegu Potoku, a kilka ulokowanych jest dalej na północ wśród pól.
Placówki Kolonii Wypnicha nie są zgrupowane, lecz porozrzucane wśród pól w sporym oddaleniu do siebie. Przez kolonię biegną trzy równoległe drogi bite prowadzące z północy od Starej Wsi ku południu i Michałówce, są one połączone drogami prostopadłymi.
Niewielka grupa gospodarstw położona pomiędzy Starą Wsią a Kolonią na wschód od dawnej góry św. Heleny nosi nazwę Zagórza
Dawniej, w czasach przed komasacją z lat 1917–1918, domy mieszkalne stały tylko w Starej Wsi – tak gęsto, że stykały się ze sobą strzechami. Wieś przed komasacją, jak jest to widoczne na zamieszczonym poniżej fragmencie starej mapy, położona była na północnym stoku doliny potoku, poniżej drogi prowadzącej do Gołębia. Budynki mieszkalne zgrupowane były w sześciu kwartałach, pomiędzy którymi biegły drogi. Główną drogą wsi była ulica równoległa w stosunku do obecnej asfaltówki. Całkowicie inny bieg niż współcześnie miała droga do Ciotczy. Na skrzyżowaniu dwu wyżej wspomnianych ulic wsi stała duża murowana kapliczka wyznaczająca centralny punkt wsi. Z materiału z rozbiórki tej kapliczki wybudowano później kapliczkę obecnie stojącą przy drodze do Kolonii Gołąb.

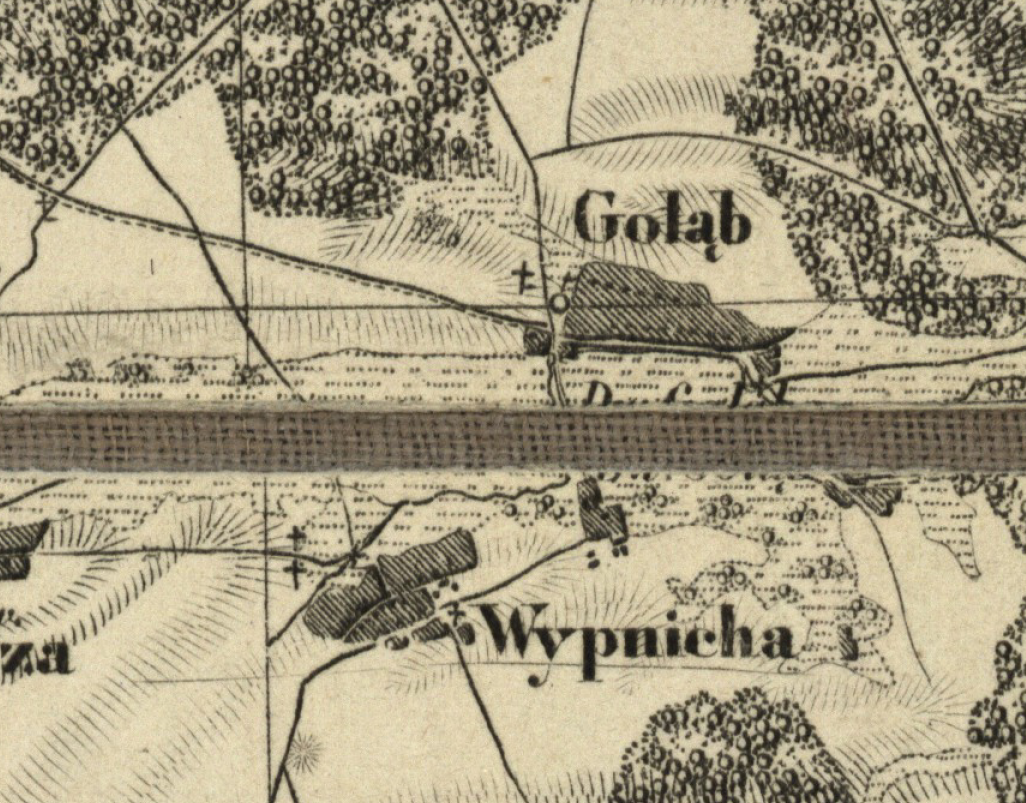
Topografia Wypnichy ok. 1831 roku
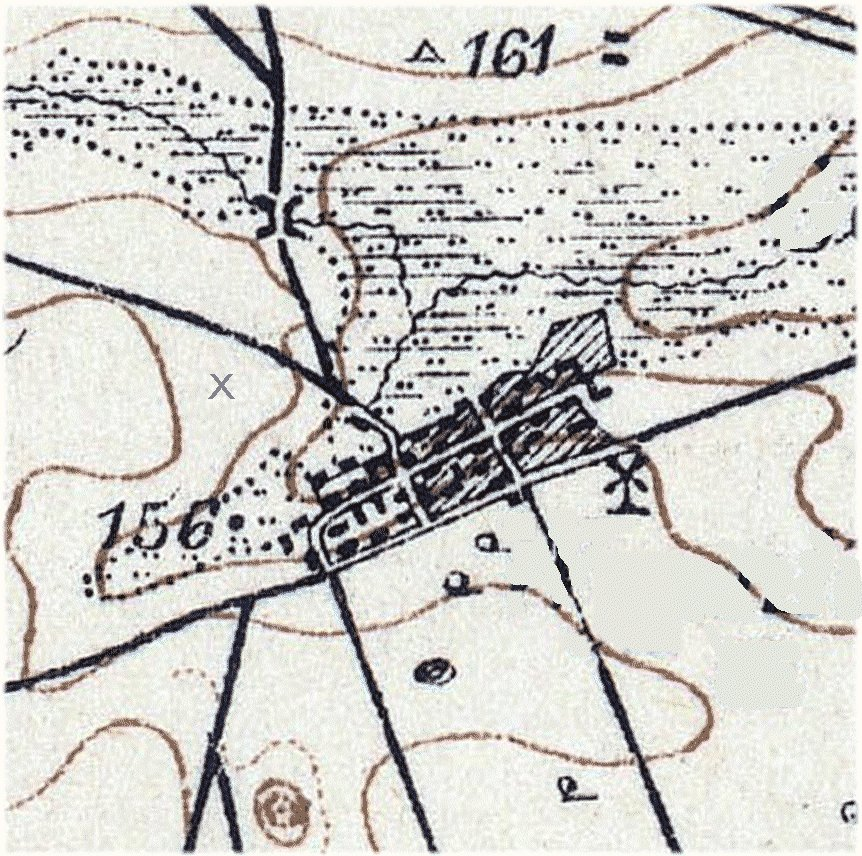
Topografia wsi w roku 1897
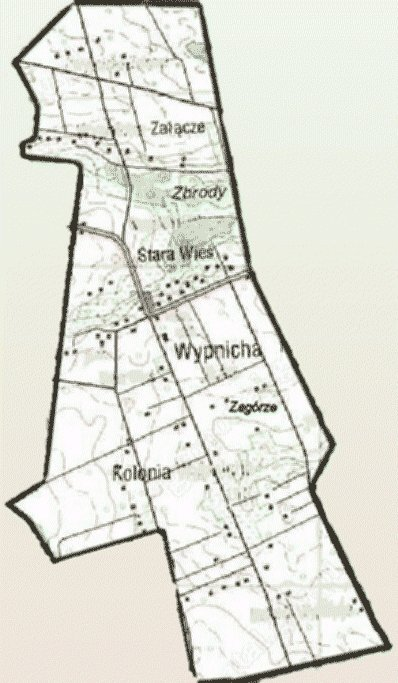
Topografia wsi obecnie.

## Historia

### Nazwa wsi
Nazwa Wypnicha najczęściej tłumaczona jest jako pochodząca od wypychów bagiennego kożucha zwanego płem lub spleją, który unosił się na podmokłych terenach tutejszego torfowiska. Wypychy takie tworzą się na spleji wtedy, gdy się po niej chodzi – pod wpływem nacisku spleja zagłębia się, a ponieważ poruszona w ten sposób woda znajdująca się pod zwartym kożuchem mchów faluje, to unosi obszary spleji, które znajdują się w pobliżu źródła nacisku. Według tej popularnej opinii nazwa wsi byłaby więc związana z jej położeniem geograficznym nad zarastającym jeziorkiem dystroficznym.
Drugie możliwe tłumaczenie pochodzenia nazwy Wypnicha również podkreśla jej położenie geograficzne nad bagnistymi dolinami dwu strug – byłoby to więc miejsce wypchnięte ponad bagno. Część miejscowości o podobnych do Wypnichy nazwach z pewnością bierze swe nazwy od wyniesienia się ponad otaczający teren.
Przyglądając się jednak etymologii nazw miejscowości takich jak Wypychów czy liczne mazowieckie przysiółki, których w nazwie wsi głównej towarzyszy dodatek Wypychy, należy stwierdzić, że istnieje również trzecie wyjaśnienie nazwy wsi. Wypychy oznaczają tu nie jakieś szczególne miejsce geograficzne, ale wypchniętych poza obszar starej wsi mieszkańców, którzy w nowym – zwykle nieodległym miejscu – założyli swe osady. W okresie zbliżonym do przypuszczalnego czasu powstania wsi w nieodległej ziemi stężyckiej notowana jest Wolia Wipnicha – dzisiejsza Wola Burzecka o takim samym etymologicznym pochodzeniu pierwotnej nazwy.
W różnych okresach używano dla tej wsi również nazwy w formie mnogiej – te Wypnichy i te Wypychy. W XVI i XVII wieku wieś zapisywano także jako Wypnicę.

### Czasy najdawniejsze
Historycy i regionaliści przypuszczali, że Wypnicha należy do najstarszych wsi Wysoczyzny Lubartowskiej. Sądzono, że ludzie na terenie wsi mieszkali już w czasach przedpaństwowych. Sugestią wskazującą na wczesne osadnictwo była nieistniejąca już ciekawa formacja geologiczna zwana niegdyś górą św. Heleny lub po prostu kurhanem.
Kształt wzgórka sugerował jego nienaturalne pochodzenie. Obiekt ten poddano badaniom archeologicznym, które nie wykazały jednak śladów działalności ludzkiej, ale stały się początkiem eksploatacji piasku, z którego składała się Góra św. Heleny. Obecnie nie ma podstaw do twierdzenia, iż na terenie Wypnichy jakakolwiek osada powstała przed drugą połową XV wieku.

### Początki wsi
Wieś Wypnicha pojawia się w źródłach pisanych w wieku XVI. W roku 1583 Wypnicha należy – wraz z pobliska Ciotczą, Rudzienkiem, Michowem i Łukawicą – do Przecława Michowskiego. Michowscy od roku 1320 byli właścicielami Rudna i Rudzienka (zwanego wtedy Rudno minor). W roku 1531 odnotowujemy pojawienie się w ich dobrach nowej miejscowości – Rudno oppidum alias Mnichow – późniejszego miasta Michów. W tym czasie wieś należy do parafii Rudno. Rudno jest miejscowością bardzo starą i z pewnością istnieje przed 1337 rokiem, a od 1419 jest tu siedziba parafii. W 1477 roku Wypnicha nie jest wymieniana jako jedna z sześciu wsi będących własnością Michowskich. Można więc przypuszczać, że wieś powstała pomiędzy rokiem 1477 a 1583 o ile założymy, że wieś od swego powstania znajdowała się w rękach rodziny Michowskich. Być może jednak Michowscy nabyli już istniejącą wieś, należącą wcześniej do kogoś innego i nie wymienioną w źródłach pisanych. Wypnicha mogła powstać jako przysiółek bliskiego jej Gołębia, lub też wysiółek zaginionych po 1480 roku Mikułowic. Wieś może być również tożsama z istniejącą w końcu XV wieku Wolą Rudnicką. Na podstawie obecnego stanu wiedzy problem początków wsi wydaje się być nie do jednoznacznego rozstrzygnięcia.
W XVI wieku wieś jest w rękach rodziny Michowskich. Znajduje to odzwierciedlenie w przynależności parafialnej do ufundowanej przez Michowskich parafii w Michowie.
Parafia ta, widoczna na mapie Stefana Wojciechowskiego ukazującej województwo lubelskie w drugiej połowie XVI wieku, od chwili swojego utworzenia obejmowała teren znajdujący się w wyłącznym posiadaniu tej rodziny.

### Skarb Wypniski
W latach 20. XX wieku dokonano przypadkowego odkrycia Skarbu Wypniskiego. Był to skarb srebrnych monet półgroszowych ukrytych w glinianym naczyniu. Zgodnie z zachowanymi relacjami odkrycia dokonano przypadkowo podczas orki pola „Po Mikołaju”, znajdującego się na skraju najstarszej części wsi zwanej Starą Wsią. Skarb miał być duży, do dziś zachowały się jednak jedynie nieliczne monety. W skład skarbu wchodziły z pewnością półgrosze koronne Kazimierza Jagiellończyka tak zwane Piorunki – bite w latach 1479–1492, oraz półgrosze koronne Władysława Jagiełły – bite w latach 1403-1406 przez mincmistrzów Andrzeja Czarnyszę i Szymona de Talentis, inne monety nie zachowały się.

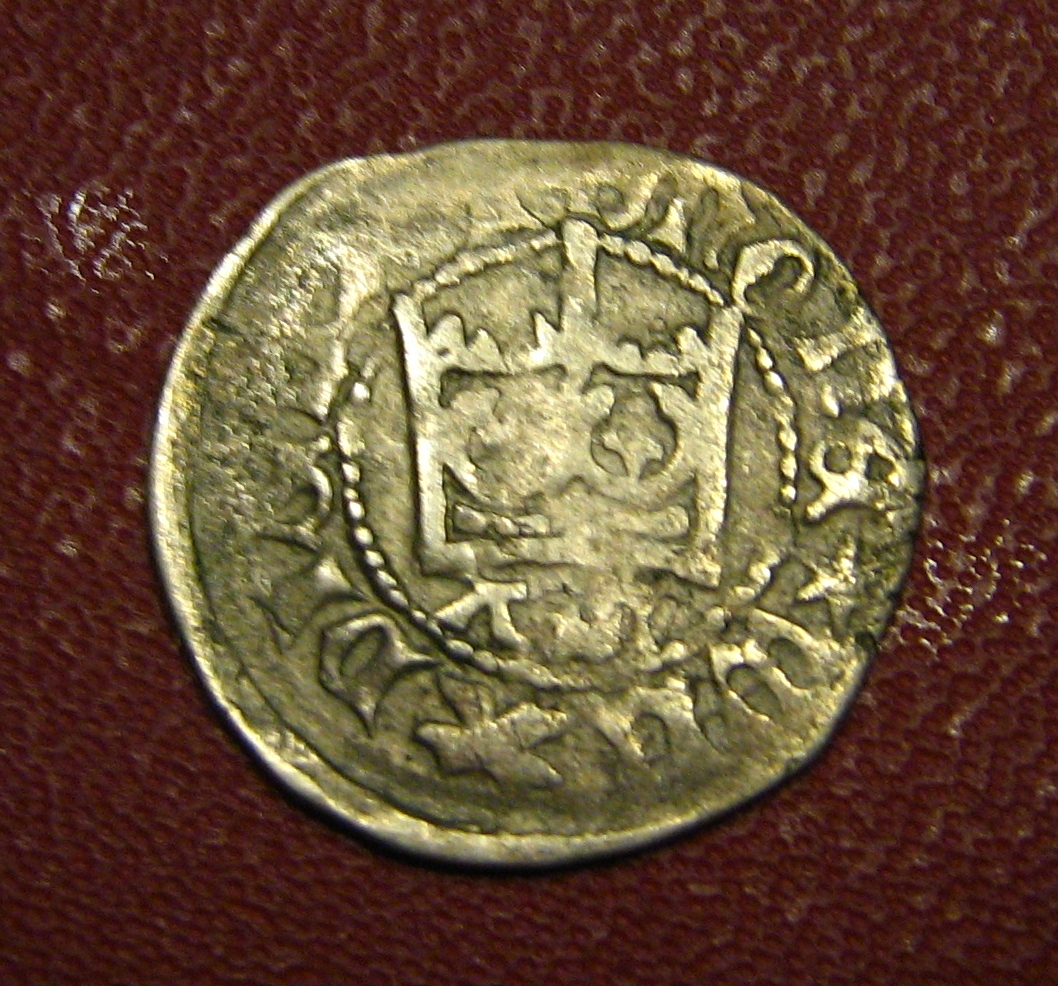
Półgrosz koronny Władysława Jagiełły; moneta ze skarbu wypniskiego. Awers
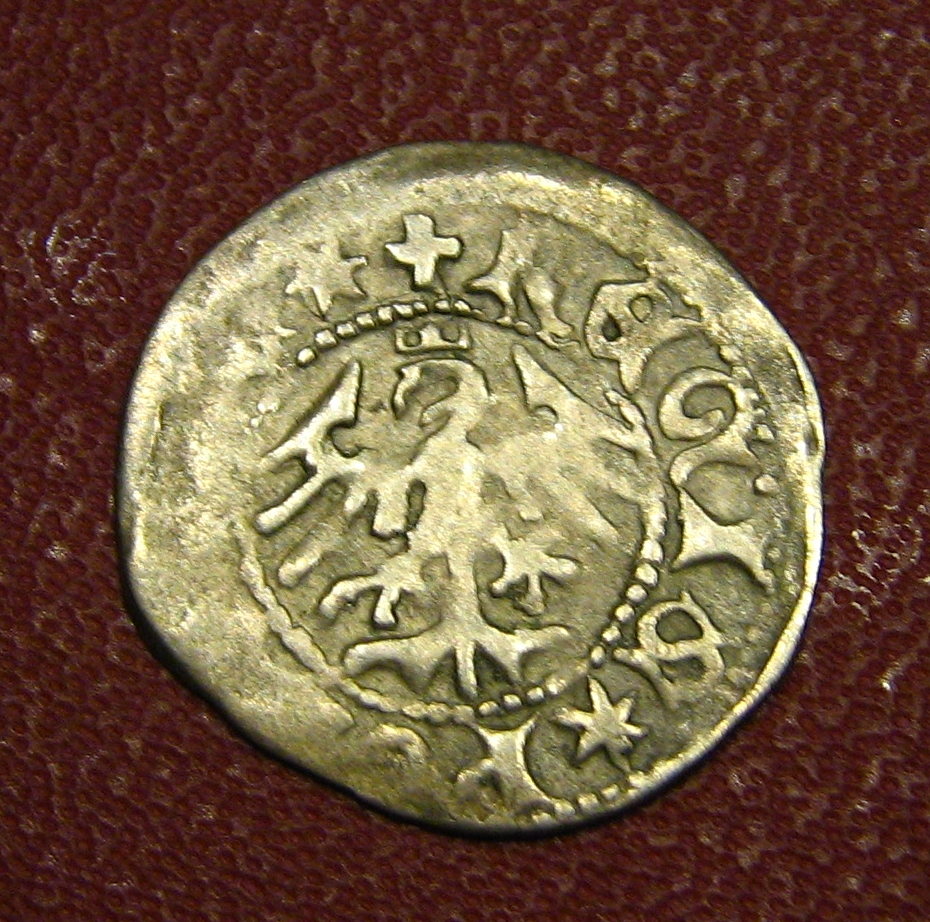
Półgrosz koronny Władysława Jagiełły; moneta ze skarbu wypniskiego. Rewers
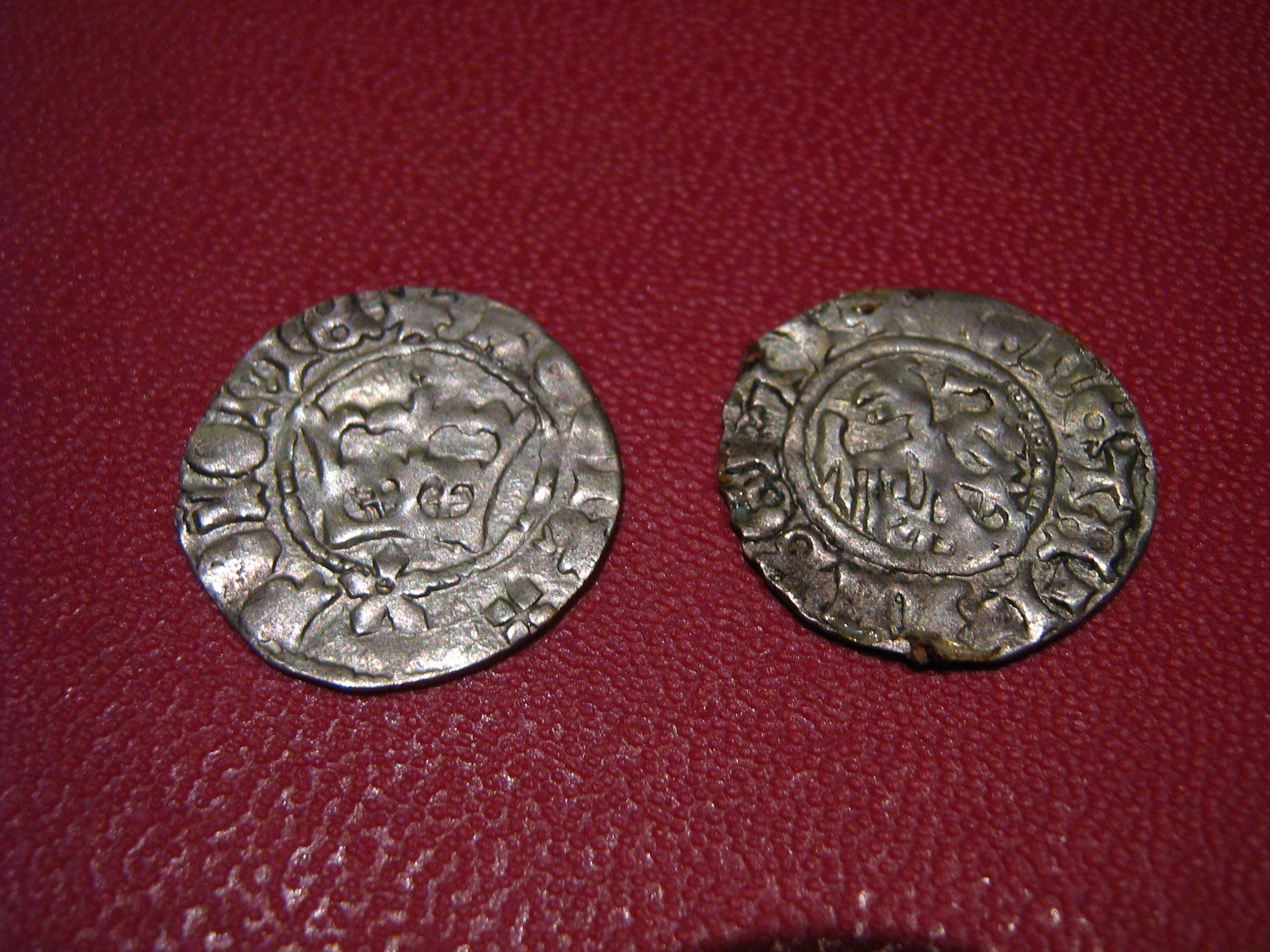
Półgrosze koronne Kazimierza Jagiellończyka; monety ze skarbu wypniskiego.
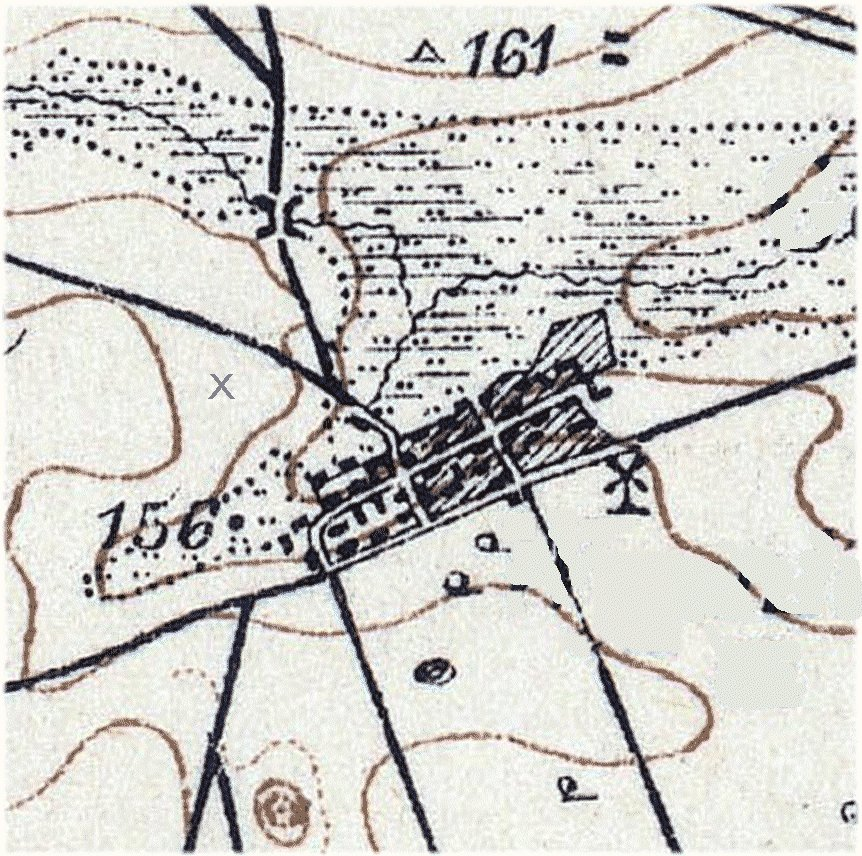
Orientacyjna lokalizacja miejsca odkrycia skarbu wypniskiego na tle mapy z 1897 roku. Miejsce oznaczono znakiem X.

### XVII wiek

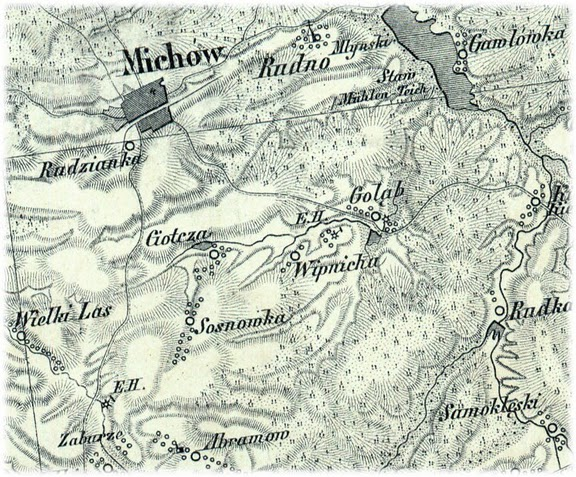
Fragment jednej z pierwszych map ukazujących Wypnichę – Mapy Reymanna około 1809 roku)

W XVII wieku pojawia się więcej informacji na temat Wypnichy. Przez cały ten okres znajduje się ona w rękach rodziny Michowskich.
W okresie najazdu szwedzkiego w 1656 roku zniszczone zostało największe ówczesne miasto regionu – Kamionka. Zniszczeniu przez wojska Jerzego II Rakoczego uległ również Michów. Tego typu wydarzenia z pewnością mogły mieć wpływ również i na Wypnichę, nie posiadamy jednak niestety żadnych bliższych informacji na ten temat.
W 1671 roku stał tu stary drewniany dwór szlachecki. Dwór ten zbudowany był na planie prostokąta, trójdzielny, dwutraktowy, z sienią na osi. W jednym trakcie miał dwie izby, po drugiej stronie sieni była zaś piekarnia z komorą.
Zgodnie z zapisami z 1676 roku w Wypnisze zamieszkuje szlachcic Karol Michowski z żoną, synem i córką. W tym samym czasie poza tą rodziną szlachecką we wsi mieszka jeszcze 56 osób w wieku powyżej 10 lat. Zgodnie z zapisami dotyczącymi innych wsi parafii Michów Wypnicha była w niej w tym okresie największą wsią.
Ciekawych informacji dostarczają księgi sądowe Trybunału Lubelskiego.
W roku 1699, kiedy właścicielem wsi był Stefan Warsz Michowski, doszło do wydarzenia, które zostało zapisane w księgach Trybunału Lubelskiego. 11 czerwca 1699 roku karczmarz, arendujący karczmę w Wypnisze – Żyd Irsz Moszkowicz wiozący opłaty za wynajmowanie karczmy Stefanowi Michowskiemu został w Rudce (dziś Rudka Gołębska) zmuszony przez Aleksandra Wrzeszcza – posiadacza wsi – do zapłacenia opłaty za przejazd przez most – mostowego. Ponieważ Żyd nie chciał uiścić nienależnej opłaty, został pobity i okradziony. Stefan Michowski i Irsz Moszkowicz wynajęli adwokata i toczyli sprawę sądową przeciwko Aleksandrowi Wrzeszczowi przed Lubelskim Trybunałem Koronnym i sądem grodzkim w Lublinie. Dziesięć lat przed tym wydarzeniem mąż siostry Irsza Moszkowicza – Tauby, niejaki Moszek Giecewicz został aresztowany w wieży zamku lubelskiego za zaleganie z opłatami wobec tego samego właściciela wsi Wypnicha.

### XVIII wiek
W 1707 roku we wsi odbył się zajazd szlachecki – zachowały się informacje o przedmiotach, które zostały zarekwirowane podczas tego zajazdu. W 1715 roku posesorem wsi był starosta oświęcimski Adam Józef Lubowiecki, dziedzic Rudna.

### XIX wiek
W 1827 r. w Wypnisze było 30 domów i 191 mieszkańców. Wieś zajmowała wtedy obszar 637 morgów i dzieliła się na dwie części: dworską, która należała do majątku Gołąb i drugą, o której nie ma bliższych informacji.
Mieszkańcy wsi byli bardzo aktywni podczas powstań narodowych. W czasie Powstania Listopadowego w okolicy toczyły się ciężkie walki z Rosjanami. Wojska gen. Wojciecha Chrzanowskiego stoczyły dużą bitwę w okolicach niedalekiego Trzcińca. Prawdopodobnie w 1856 r. – Wypnichę zdziesiątkowała epidemia cholery – jedna z wielu jakie dziesiątkowały Polskę po Powstaniu listopadowym. Na Parszczynach – w miejscu obecnej kopalni piachu – znajdował się niegdyś właśnie cmentarz ofiar tej epidemii. Jeszcze w latach 70. XX w. znajdowano tam ludzkie kości. Miejsce upamiętniał stary drewniany krzyż, który niestety nie zachował się do dziś.
Źródła podają, iż wypniscy chłopi uczestniczyli aktywnie w Powstaniu Styczniowym. Po tym powstaniu władze zaborcze zlikwidowały pańszczyznę i przeprowadziły nadanie ziemi chłopom. W Wypnisze 48 rodzinom nadano w 1864 roku 950 morgów ziemi.
W roku 1876 Folwark Gołąb z dworską częścią Wypnichy został oddzielony od dóbr Lubartów i został później rozparcelowany, a poszczególne jego części wykupili mieszkańcy Wypnichy i Gołębia. Ziemia przejmowana była na kredyt, a spłacanie zadłużenia trwało później długie lata. W roku 1895 w Wypnisze było 47 gospodarstw, a w roku 1918 było ich już 67. Wieś z czasem rozrastała się i bogaciła.

### Początek XX wieku
W latach 1905–1907 we wsi działała Organizacja Bojowa Polskiej Partii Socjalistycznej. Przeprowadziła ona między innymi akcję napadu na konwój carskich żandarmów, którzy drogą z Gołębia do Michowa wieźli zebrane podatki. Poborcy podatkowemu zabrano wówczas 10 rubli i 50 kopiejek.
Jak podaje Franciszek Kusyk – już na początku XX wieku znaczna część mieszkańców wsi była wykształcona. Do wsi docierały gazety i czasopisma. Między innymi były to: „Robotnik”, Gazeta Świąteczna, Zorza i Zaranie. We wsi powstawały organizacje polityczne i społeczne. Pierwsze w regionie staszicowskie kółko rolnicze, które powstało w 1907 roku w Ciotczy miało większość członków z Wypnichy. W 1910 roku w Wypnisze zorganizowano Spółdzielnię Spożywców „Jutrzenka”. Wraz z mieszkańcami pobliskich wsi wypniszanie utworzyli również Kasę Oszczędnościową w Michowie i Spółdzielnię Mleczarską w Ciotczy. Do najaktywniejszych mieszkańców wsi należeli: Antoni Kusyk, Wawrzyniec Gryta i Tomasz Aftyka. Byli oni zaraniarzami, czyli grupą młodych gospodarzy skupionych wokół idei i poglądów, które prezentowane były w wychodzącym w latach 1907–1915 tygodniku Zaranie.

### I wojna światowa
Wypnicha znalazła się w 1914 roku na linii frontu walk rosyjsko-austriackich. Franciszek Kusyk, który urodził się właśnie w tym czasie, tak opisuje tamte wydarzenia:

Przyszedłem na świat, gdy nad wsią pękały szrapnele. W okopach, do których schroniła się moja matka, urodziłem się jako wcześniak, pierworodny i jedyny potomek męski moich rodziców. Wieś nie została zniszczona, gdyż działająca tu POW uratowała ją przed spaleniem i wywiezieniem ludności do Rosji. Natomiast okoliczne wsie padły pastwą pożarów, a ich ludność w większości wyjechała na tułaczkę w głąb carskiego imperium. Następny okupant – Austriacy zabierali ze wsi prawie wszystko by wyżywić swą armię. Ludność żywiła się tym tylko, co zdołała ukryć przed rekwizycją lub uszczuplając zapasy pozostawione na siew.

W czasie I wojny światowej dawni członkowie OB PPS wstąpili do – założonej w sierpniu 1914 roku przez Józefa Piłsudskiego – Polskiej Organizacji Wojskowej. Członkiem POW był między innymi Tomasz Kusyk – stryj Franciszka Kusyka, który przekazał relację o walkach POW z ustępującymi wojskami carskimi mającymi zamiar spalić Wypnichę. POW rozbrajała także, stacjonujące w Wypnisze i okolicy, oddziały austriackie w okresie działania Ludowego Rządu Lubelskiego.

### II Rzeczpospolita
Pierwsze lata niepodległości upłynęły we wsi pod znakiem znaczących zmian. 19 sierpnia 1918 roku na zebraniu mieszkańców wsi zdecydowano o przeprowadzeniu scalenia gruntów wsi. W zarządzonym głosowaniu na 67 gospodarzy aż 52 było za przeprowadzeniem tej reformy. Dotychczas gospodarstwa miały ziemię bardzo rozczłonkowaną, co utrudniało jej uprawę. Dodatkowo budynki mieszkalne we wsi były zgrupowane bardzo ciasno, a to – w związku z wyłącznie drewnianą zabudową i dachami ze strzechy – stwarzało poważne zagrożenie pożarowe. Zgodnie z relacjami najstarszych mieszkańców wsi podczas burzy powszechnie opuszczano domy mieszkalne chroniąc się wraz z podręcznym dobytkiem poza wsią. Do roku 1920 grunty wsi zostały skomasowane. Odwodniono zabagnione łąki i własnymi siłami rozpoczęto meliorację. Do wspólnego użytku mieszkańców wydzielono kopalnie piasku na Parszczynach i gliny na Gliniankach, ponadto wydzielono plac, na którym zamierzano wybudować kilka budynków dla wspólnego użytku. Powstać miały budynki szkoły, domu ludowego i łaźni. W 1924 roku wybudowano ze składek mieszkańców drewniany Dom Ludowy. W budynku tym wkrótce zaczęła też funkcjonować pierwsza w Wypnisze czteroklasowa szkoła. Placówki gospodarcze z biegiem lat były stopniowo przenoszone dalej od siebie. Wygląd zbliżony do dzisiejszego wieś uzyskała około połowy lat 30. XX wieku.
Komasacja i budowa budynków wspólnego użytku zmieniły wieś. Zaczęły prężnie działać organizacje społeczne i polityczne. W 1918 roku powstało w Wypnisze koło PSL „Wyzwolenie”, po kolejnym rozłamie w PSL było to koło Stronnictwa Ludowego. Działało również Koło Młodzieży Wiejskiej „Siew” – po 1929 roku „Wici”, Kółko Rolnicze. W Domu Ludowym powstała również biblioteka. W 1926 roku w Wypnisze założono pierwsze piorunochrony, co wywołało niemałe zgorszenie wśród mieszkańców okolicznych wsi. Uważano wtedy, że piorun jest aktem woli bożej i zakładać piorunochrony mogą jedynie bezbożnicy. Wielu młodych mieszkańców wsi kształciło się w szkołach rolniczych i w popularnych wtedy uniwersytetach ludowych. Bardzo szybko przynosiło to wymierne efekty. W uprawach wprowadzano nowe gatunki zbóż, rozwinęło się sadownictwo i pszczelarstwo. We wsi działała szkoła czteroklasowa. Dalsza edukacja dzieci była możliwa w Rudnie, gdzie działała szkoła pięcioklasowa i w Michowie, gdzie kształcić się można było w VI i VII klasie. Nauka w Gimnazjum a później Liceum była możliwa w Lublinie. Wielu młodych ludzi ze względów finansowych kończyło jednak tylko szkołę powszechną. Później starali się kontynuować naukę w szkołach rolniczych. Młodzi mężczyźni wstępowali do wojska – obowiązywał pobór powszechny. Wielu mieszkańców Wypnichy zostało podoficerami. Przykładowo: Franciszek Kusyk był łącznościowcem w Wileńskiej Brygadzie Kawalerii a jego o rok starszy kolega Stefan Wójtowicz – późniejszy bohater bitwy o Anglię – ukończył Szkołę Podoficerów Lotnictwa dla Małoletnich w Bydgoszczy i został pilotem 111 eskadry myśliwskiej. Okres II Rzeczypospolitej był okresem dla Wypnichy pomyślnym – nawet pomimo ciężkich czasów kryzysu lat 30.

### II wojna światowa

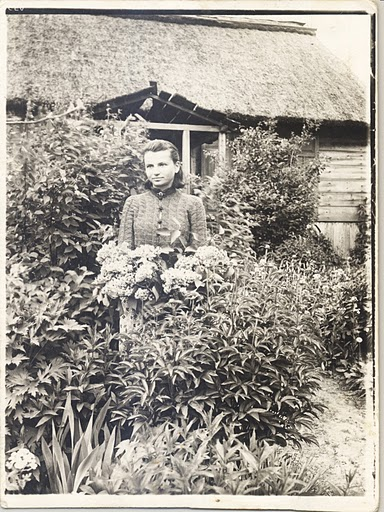
Łączniczka BCH Lucyna Michalak z Elżbietowa przed domem Aleksandra Wójtowicza w Wypnisze – lato 1940

Działania kampanii wrześniowej ominęły wieś. W rejonie tym operowały: niemiecka 13 Dywizja Piechoty Zmotoryzowanej z XIV Korpusu Wermachtu pod dowództwem gen. Paula Otto, oraz polska grupa „Polesie” pod dowództwem gen. Franciszka Kleeberga. 17 września 1939 roku po raz ostatni w Wypnisze pojawił się – wraz z ostatnim regularnym oddziałem Wojska Polskiego – pilot 1. Pułku Myśliwskiego – Stefan Wójtowicz. Dzień później otrzymał rozkaz przekroczenia granicy rumuńskiej. Wśród mieszkańców Wypnichy konspiracja rozpoczęła się już w 1939 roku. Początkowo była to SZP – której emisariusz pojawił się w Wypnisze już w grudniu 1939 roku – następnie ZWZ. SZP tworzyła kadrowe oddziały terenowe. O uczestnictwie wypniszan w tych organizacjach jednak nic nie wiadomo. W lutym 1940 roku rozpoczął tu działalność SL „Roch”, a od lutego 1941 roku również „Chłostra”. Przewodniczącym „Rocha” i jednocześnie komendantem gminnym „Chłostry” był Franciszek Kusyk.
Po świętach Bożego narodzenia 1941 Niemcy przeprowadzili pacyfikację Wypnichy, aresztując 10 mężczyzn i grabiąc mienie. Spośród wtedy aresztowanych, czterech: Władysłsw Kusyk, Józef Filipek, Józef Aftyka i Feliks Banucha zostało zamordowanych w obozie na Majdanku. Pozostali wrócili do domów ze zniszczonym zdrowiem. W różnych okresach okupacji zginęło jeszcze kilku mieszkańców wsi. Rok 1942 upłynął na dalszej organizacji i dozbrajaniu oddziału BCh, był to również czas, kiedy do BCh przeszli dotychczasowi członkowie ZWZ. W pierwszych dniach czerwca 1942 roku w Wypnisze gościli dwaj cichociemni – Jerzy Mara-Meyer „Filip” „Vis” i nieznany z nazwiska „Staszic”, którzy przybyli tu jako inspektorzy komendy głównej BCh. Wizyta ta zaowocowała utworzeniem w regionie OS BCh. Prowadziły one później – podobnie jak Kedyw – akcje sabotażu. 6 maja 1943 roku OS BCh przeprowadziło w Wypnisze akcję zniszczenia akt sołeckich. Do gminnego oddziału OS BCh należeli dwaj wypniszanie: Stefan Czarnecki – „Młot” i Aleksander Włodarczyk – „Mały”. 19 lipca 1944 roku wieś znalazła się pod wyłączną administracją oddziałów BCh. Dowódcą wypniskiego plutonu BCh był plut. Józef Śliczniak, oddział ten liczył w końcowym okresie ok. 60 żołnierzy. Komendantem gromady był Jan Wójtowicz, syn Kajetana. W konspiracyjnym „Rochu” działało ok. 20 osób. Liczebność Ludowego Związku Kobiet w Wypnisze oceniana jest na kilkanaście pań.
22 lipca toczyły się w okolicy ostatnie walki oddziałów BCh z niedobitkami Wermachtu. W Wypnisze większy oddział Wehrmachtu przebijał się od strony wsi Gołąb, przez las porastający Zbrody, w kierunku Ciotczy. Po krótkiej potyczce z oddziałem Józefa Szymuli „Jordana” i wspomagającym go oddziałem Franciszka Kusyka „Grota” zabito kilku Niemców, a ponad dwudziestu innych wzięto do niewoli. Jeńcy ci zostali przekazani polskiemu oddziałowi dywersyjnemu Sztabu Partyzanckiego Zachodniej Ukrainy pod dowództwem mjr. Klima. 27 lipca 1944 roku do Wypnichy wkroczyły oddziały Armii Czerwonej. W związku z tym – decyzją komendanta Franciszka Kusyka „Grota” oddziały BCh zostały rozformowane. Decyzja ta podyktowana była obawą podzielenia losu oddziałów 50. pułku piechoty 27. dywizji Armii Krajowej pod dowództwem kpt. Sztumbeka-Rychtera administrujących okolicami Lubartowa, które na żądanie płk. Korczyńskiego – dowódcy oddziałów Armii Ludowej – zostały dnia 26 lipca rozbrojone przez oddziały radzieckie i aresztowane w dawnym obozie jeńców radzieckich w Skrobowie.

### Okres powojenny
Po II wojnie światowej Wypnicha – w zależności od ogólnej kondycji kraju i aktualnych procesów społecznych – przechodziła okresy rozwoju i stagnacji. Po roku 1954 Wypnicha była siedzibą Gromadzkiej Rady Narodowej
W latach 60. wybudowano nowy budynek szkoły, mleczarnię i sklep GS. Później wybudowano remizę Ochotniczej Straży Pożarnej. Niewielkim pomnikiem wystawionym w 1979 roku upamiętniono także ofiary II wojny światowej.
W latach 90. uruchomiono wodociąg. W roku 2010 w miejsce starego pomnika ofiar wojny postawiono nowy.

## Ludność Wypnichy
Nie dysponujemy danymi dotyczącymi zaludnienia wsi w początkowym okresie jej istnienia. W roku 1676 wieś zamieszkiwana była przez 56 dorosłych osób.
W latach 60. Antonina Oleksy przeprowadziła badania historyczne ludności wsi obejmujące okres od roku 1765 do 1805. Niestety wyniki tych badań nie są publicznie dostępne.
W 1787 roku Wypnicha liczyła 209 mieszkańców.
W 1827 roku ludność Wypnichy to 191 osób. Według danych z 1928 roku Wypnicha liczyła 66 domów mieszkalnych. We wsi zamieszkiwało stale 422 osób.
XX-lecie międzywojenne było okresem największej liczebności wsi.
Obecnie ludność wsi oscyluje wokół liczby 240 osób.

## Dawne zwyczaje

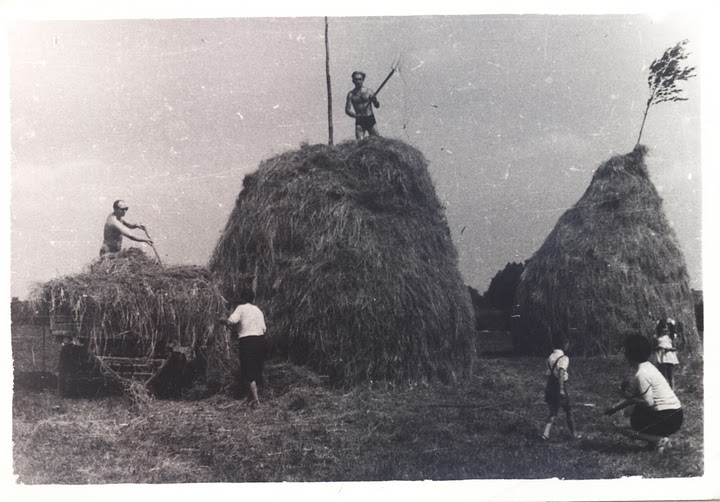
Układanie stogów – lata 70. XX wieku

Etnograficznie wieś leży na pograniczu Małopolski i Mazowsza, a w znaczeniu geograficznym i etnograficznym należy do regionu środkowego Powiśla.
Oskar Kolberg opisywał to tak:

„Lud tu osiadły (na północy dawnej Gubernii Lubelskiej) nazywany (osobliwie przez Rusinów) niewłaściwie i tylko ze względu na obrządek Mazurami, chociaż ci w rzeczywistości dopiero za rzeką Wieprzem i Tyśmienicą mieszkają w Łukowskim, dawniej zaś bardziej jeszcze ku północy byli wysunięci.”

Dla terenu tego używa się z tych względów czasem nazwy Małe Mazowsze. W latach 1955–1958 przeprowadzono w Wypnisze ciekawe badania etnograficzne. Badania dotyczyły wierzeń i obrzędów pogrzebowych. Znajdujemy tam między innymi ciekawą informację o zwyczaju zawiadamiania o śmierci danej osoby poprzez noszenie „Witki”:

Wśród mieszkańców badanych wsi zarzucony też został obecnie nakaz obrzędowy zawiadamiania społeczności wiejskiej o zgonie jej współmieszkańca. Istniał on jeszcze w początkach w. XX, bowiem w Wypnisze, pow. lubartowski objaśniano autora, iż w okresie międzywojennym po zgonie współmieszkańca obsyłano po wsi „witkę”, czyli skręconą w okolę brzozową gałązkę. W przypadkach, jeśli zgon miał miejsce w środku wsi, wówczas obsyłano po jej mieszkańcach dwie „witki” w celu szybszego zawiadomienia. Czynności te spełniano chętnie i natychmiast podając obiegiem „witkę”, nie wchodząc jednak przy tym do domu mieszkalnego. Najczęściej osoba odnosząca „witkę” wypowiadała u progu następujące słowa: „N. N. umarł”, lub „N. N. odszedł do wieczności”.

## Infrastruktura
Wieś jest zelektryfikowana za pomocą linii napowietrznych, posiada również wodociąg i ujęcie wody które znajduje się na południe od szkoły. Większość mieszkańców posiada telefony stacjonarne, we wsi jest również dobry zasięg wszystkich sieci telefonii komórkowej, dostępny jest przewodowy internet. Gaz jest dostarczany w butlach, na terenie wsi znajdują się dystrybutorzy różnych producentów. Wypnicha nie jest skanalizowana. W centrum wsi na budynku sklepu znajduje się skrzynka pocztowa – opróżniana raz w tygodniu. W sklepie można nabyć zarówno żywność, jak i chemię gospodarczą.

### Drogi
Droga asfaltowa w dobrym stanie prowadzi przez wieś na odcinku ok. 1,5 km pozostałe drogi we wsi są to albo drogi utwardzone albo nieutwardzone drogi polne. Ich stan i przejezdność są wysoce uzależniona od pogody.
Przez wieś przebiegają trzy drogi powiatowe:
Nr 1513 L (22339) Klasy L biegnąca od drogi wojewódzkiej nr 809 – Michów – Rudzienko – Gołąb – do drogi wojewódzkiej nr 809
Nr 1512 L (22340) Klasy L biegnąca od drogi powiat. nr 1514 L – Ciotcza – Wypnicha – Rudno – do drogi woj. nr 809 (asfaltowa)
Nr 1525 L (22364) Klasy L biegnąca od dr. pow.nr 1512 L – Wypnicha – Michałówka – skrz. z dr.pow. nr 1521 L – Dębczyna – Syry – do drogi powiatowej nr 1526 L

## Gospodarka
Wieś ma charakter typowo rolniczy. Gleby Wypnichy należą głównie do klas 5 i 6, gleby klas wyższych znajdują się w zachodniej części wsi. Gleby klasy 5 dominują w Starej Wsi i Załeczu, gorsze klasy ziemi są na południu wsi w Kolonii. Pomimo tego w działalności rolniczej dominuje tu uprawa ziemi – głównie zbóż.

## Kultura i edukacja
Centrum kulturalne i edukacyjne wsi stanowi bezsprzecznie, istniejąca tu od niemal 100 lat, szkoła podstawowa. Obecny budynek szkoły powstał w latach 60. XX wieku, jednak sama szkoła działać zaczęła w latach 20. Dawny drewniany budynek szkolny nie zachował się, w jego miejscu stoi dziś sklep GS. Stary drewniany budynek był wzorowany na architekturze dworku. Centralną sień otaczały dwie izby, z których jedna mieściła klasę szkolną a druga była siedzibą Domu Ludowego i sklepu prowadzonego przez miejscową spółdzielnię spożywców. Początkowo szkoła działała jako pięcioklasowa. W roku 1928 uczyło się tu 216 dzieci. Od listopada 1939 roku do maja 1940 w Wypnisze działała polska szkoła w której realizowano przedwojenny program nauczania. W szkole uczyło się 130 dzieci, pracowała zaś dwójka nauczycieli – Franciszek Kusyk i Agrypina Bolesławska. Polskie symbole narodowe usunięto z niej dopiero w maju 1940 roku po wizytacji Niemców. Od 1955 roku w dawnym budynku szkolnym funkcjonowała również biblioteka filialna biblioteki w Abramowie, liczyła ona 1969 woluminów. W 1960 filię biblioteki przeniesiono do Michałówki. Nowy budynek szkolny wybudowano jako tak zwaną tysiąclatkę. Przez niemal cały okres PRL znajdował się tu jedyny we wsi aparat telefoniczny. W 2009 roku szkoła została wyposażona w pracownię komputerową w ramach akcji „Internet w szkole”.

## Ciekawe miejsca
* Góra św. Heleny – Obecnie jest to dół po nieczynnej już kopalni piasku, niegdyś w tym miejscu znajdowała się góra św. Heleny – piaskowe wzniesienie o wysokości kilkunastu metrów i średnicy ok. 20 metrów. Powszechnie uważano iż jest to kurhan. Badania archeologiczne tej wersji nie potwierdziły – stały się jednak początkiem eksploatacji piachu i zarazem końcem góry św. Heleny. Nie jest wykluczone że góra ta stanowiła pozostałość po rezydencji szlacheckiej typu zwanego dworkiem stożkowatym. Nazwę Góra św. Heleny znajdziemy obecnie jeszcze tylko na starych mapach.
* Biele i torfowiska – Torfowe łąki nazywane Bielem ciągną się od Zbrodów po asfaltową drogę we wsi Gołąb.

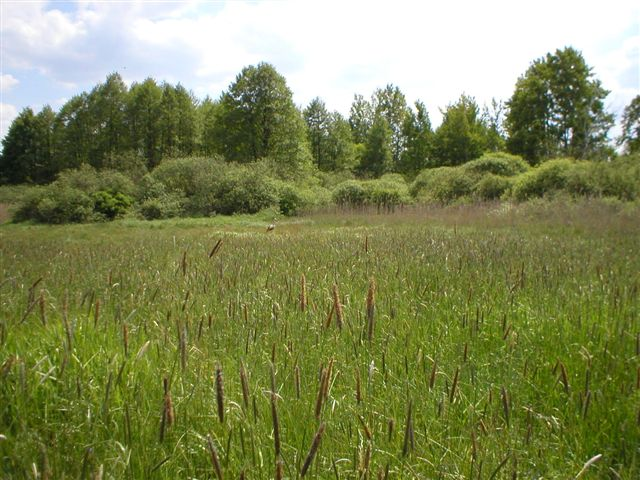
Łąka Torfowa w Wypnisze

Niegdyś wydobywano tu torf który służył jako opał. Wycięte za pomocą specjalnych noży kostki torfu suszono na pryzmach, a następnie wykorzystywano podobnie jak węgiel. W okresie międzywojennym często znajdowano kości zwierząt które niegdyś utopiły się w wypniskim bagnie.
* Glinianki – obecnie opuszczona dawna wspólna wiejska kopalnia gliny.
Było to jedno z wielu niegdyś istniejących miejsc użytkowanych wspólnie przez wszystkich mieszkańców wsi. Glinianki zajmowały obszar pół morga (ca. 0,28 ha, czyli 28 arów, czyli 2800 metrów kwadratowych)
* Gościniec – Gościniec michowski jest szeroką droga gruntową prowadzącą ze środka wsi Gołąb na zachód w kierunku wsi Ciotcza, gdzie krzyżuje się z drogą z tej wsi i dalej na północny zachód ku wsi Rudzienko i Michów. Dawniej gościniec był główna drogą wojewódzką prowadzącą do Michowa. Od lat 70. jego funkcje przejęła asfaltowa droga prowadząca z Rudna przez Elżbietów, Gołab, Kolonię Gołąb, Wypnichę (starą wieś) i Ciotczę do Trzczińca.
* Pozostałości karczmy – miejsce znajdujące się na granicy dwóch działek jest kilkumetrowym wzniesieniem wystającym wyraźnie ponad otaczające je łąki. Pagórek ten nie jest jednak tworem naturalnym. Płytko w ziemi znajdują się tu bardzo liczne fragmenty ceramiki i naczyń szklanych. Pod około 50 cm warstwą gleby znajdują się też ułożone poziomo grube pale drewniane. Przekazy na temat tego miejsca są nadzwyczaj skromne. Zgodnie z przekazami ustnymi u stóp tego pagórka jeszcze w okresie dwudziestolecia międzywojennego biło silne źródło, które zostało zasypane.
* Parszczyny – Parszczyny w Wypnisze to miejsce szczególnie ciekawe.

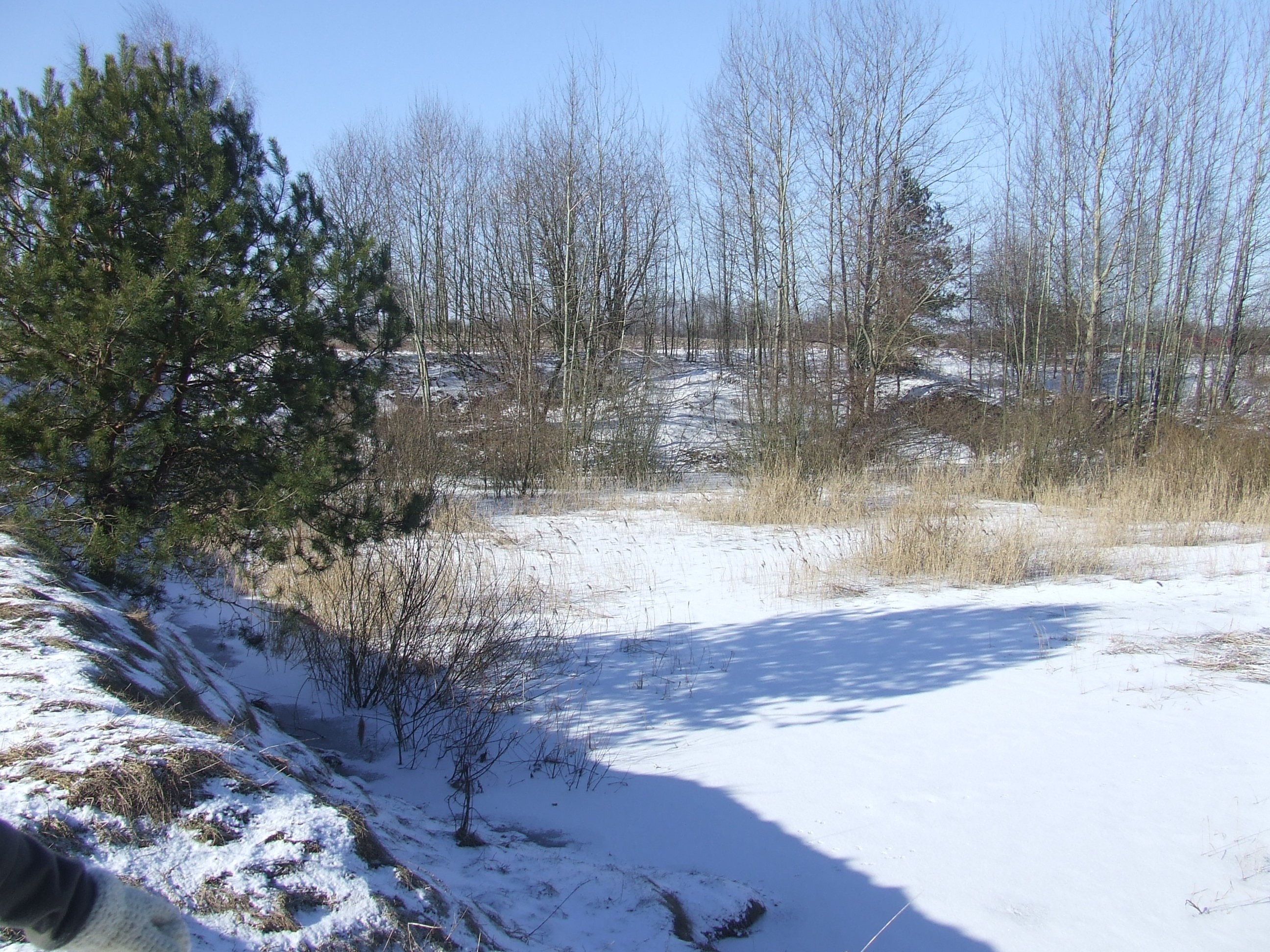
Parszczyny w Wypnisze

Dziś jest to sporadycznie używana kopalnia piasku, kilkumetrowej głębokości dół, na dnie którego znajduje się sadzawka porośnięta roślinnością szuwarową. Niegdyś w tym miejscu znajdował się jednak cmentarz. Mieszkańcy wsi zachowali w przekaz, że pochowano tu ofiary epidemii cholery, która wybuchła we wsi w okresie po powstaniu listopadowym. W latach 60. i 70. XX wieku często zdarzało się, iż znajdowano w czynnej wtedy kopalni piasku ludzkie kości. Świadectwem tej dawnej funkcji był znajdujący się u wjazdu do kopalni drewniany krzyż dziś już nieistniejący. Sama kopalnia powstała w latach 1918–1921 w czasie dobrowolnej komasacji jako jedno z miejsc przeznaczonych do wspólnego użytku mieszkańców wsi. Nazwa Parszczyny jest jednak o wiele starsza, miejsce to nazywało się tak o wiele wcześniej niż powstał tu cmentarz, być może nawet pochodzi ona z czasów powstania wsi. Parszczyny to dość często spotykana w okolicach Michowa nazwa, jaką noszą pola. Pole o nazwie Parszczyny znajdziemy w Rudce Gołębskiej, Stoczku i w Wypnisze, a zapewne również w innych okolicznych wsiach. Użycie tej nazwy jest dowodem na pograniczny charakter tych ziem – jest to pogranicze Mazowsza i Małopolski – dziś widać to przede wszystkim w etnograficznych zabytkach takich jak właśnie nazwy. Nazwa Parszczyny jest typowa dla Mazowsza. Parszczyny to niegdyś było pole przeznaczone do przechowywania plonów roślin okopowych. Przechowywano je w prostych ziemiankach zwanych parskami. Parsk to był dołek wypełniony burakami lub później ziemniakami przykryty ziemią od góry, ale często posiadający wejście w postaci drzwi, był to więc prototyp piwnicy, czyli sklepu.

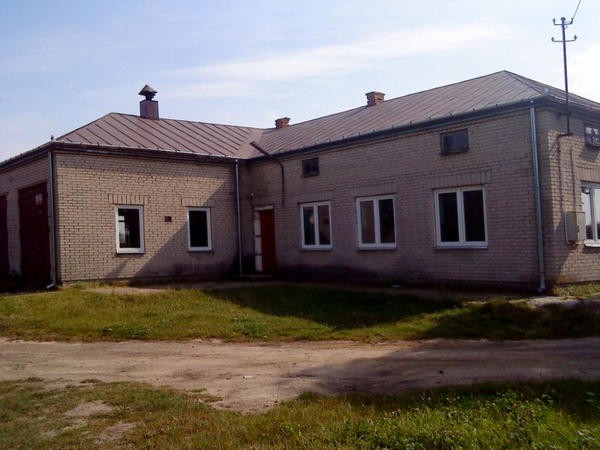
Stara wieś – plac w centrum wsi wydzielony na obszarze dwu mórg (ok. 1 ha) w czasie komasacji w latach 1918–1921 pod budowę szkoły, Domu Ludowego i łaźni. Pierwotnie na terenie tym znajdował się wybudowany w 1924 roku drewniany parterowy dwuizbowy budynek szkoły (Domu Ludowego), dziś już nieistniejący. Pozostałością po nim są stare drzewa rosnące niegdyś po obu stronach dawnego wejścia do tego budynku przed obecnym budynkiem sklepu. Obecnie na wydzielonych tu dwóch działkach znajdują się budynki Remizy OSP i Sklepu GS „Samopomoc Chłopska” oraz wybudowany w roku 1979 (odsłonięty 1 września 1979 r.) pomnik ku czci poległych i pomordowanych w czasie II wojny światowej, członków BCh i innych mieszkańców wsi Wypnicha i Gołąb. W latach 80. XX wieku funkcjonował tu również kiosk Ruchu. W związku z komasacją z lat 20. XX wieku we wsi nie zachowały się właściwie budynki zabytkowe. Nieliczne drobne budynki gospodarcze mające ponad 100 lat dziś nie stoją już w pierwotnych miejscach ich wybudowania.
- Budynek Remizy OSP w Wypnisze
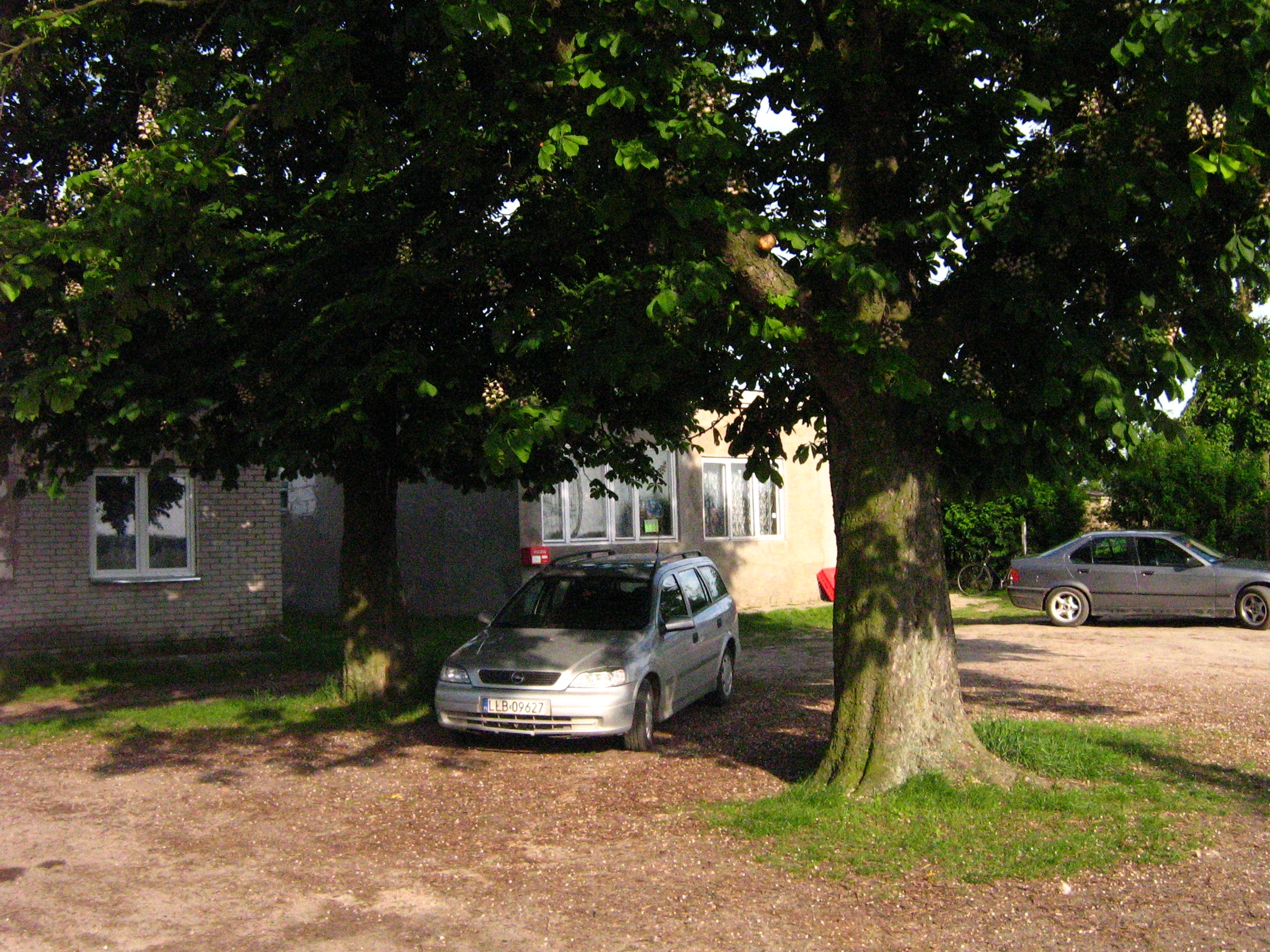
Blisko 100-letnie kasztanowce w centrum wsi
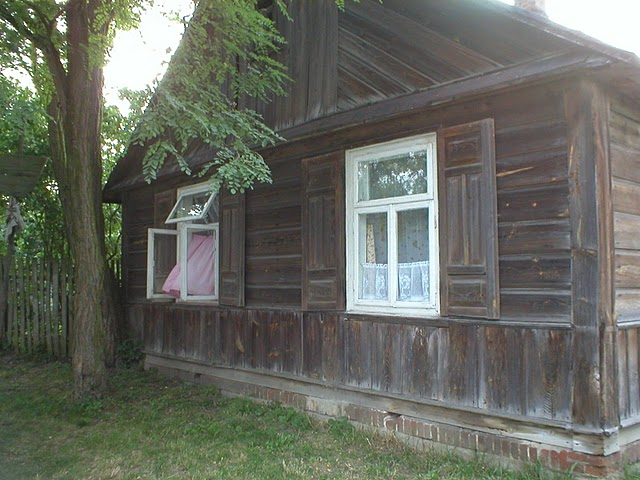
Dom mieszkalny z 1935 roku

- Cmentarz Koni zwany kirkutem – w Wypnisze niedaleko Smardzówek. Znajduje się stare grzebowisko, które bywa i bywało zwane Kirkutem. Nie wiadomo dokładnie skąd pochodzi ta nazwa, ale można przypuszczać, że ludzie dostrzegali pewne podobieństwo cmentarzy żydowskich (gdzie ze względów religijno-tradycyjnych panował na ogół spory nieład, rosły w dowolnych miejscach drzewa i większe chwasty) do grzebowisk zwierzęcych (na których było podobnie choć z innych niż religijno-tradycyjnych względów).

## Przyroda
Na wyróżnienie należą w Wypnisze obszary torfowisk oraz zbiorników wodnych. W Wypnisze znajdujemy liczne obszary źródliskowe. Na uroczysku Zbrody są to liczne młaki i źródła helokrenowe. Wiele źródeł ulokowanych jest również wzdłuż biegu obu przepływających przez Wypnichę strug wodnych. Ciekawym przykładem naturalnego stawu jest Stok. Dawniej był to nadzwyczaj wydajny limnokren, wykorzystywany przez ludność wsi jako miejsce do prania, pojenia zwierząt i kąpieli. W drugiej połowie XX wieku źródła znacznie osłabły i staw był wykorzystywany gospodarczo jako łowisko. Obecnie ten zarastający zbiornik wodny jest siedliskiem licznych piżmaków. Nowe zbiorniki wodne tworzą się w wyrobiskach pokopalnianych np. na Parszczynach. Olsy, torfowiska i szuwary stanowią doskonałe środowisko bytowania licznych płazów, drobnych ssaków i ptaków. W Wypnisze spotykane są dość duże stada dzików i saren, na otaczających Zbrody łąkach i polach licznie znajdowane jest zrzucone poroże kozłów. Obecne są piżmaki. Licznie gniazdują tu również ptaki wodne. Wypnicha należy do Obwodu łowieckiego nr 119.

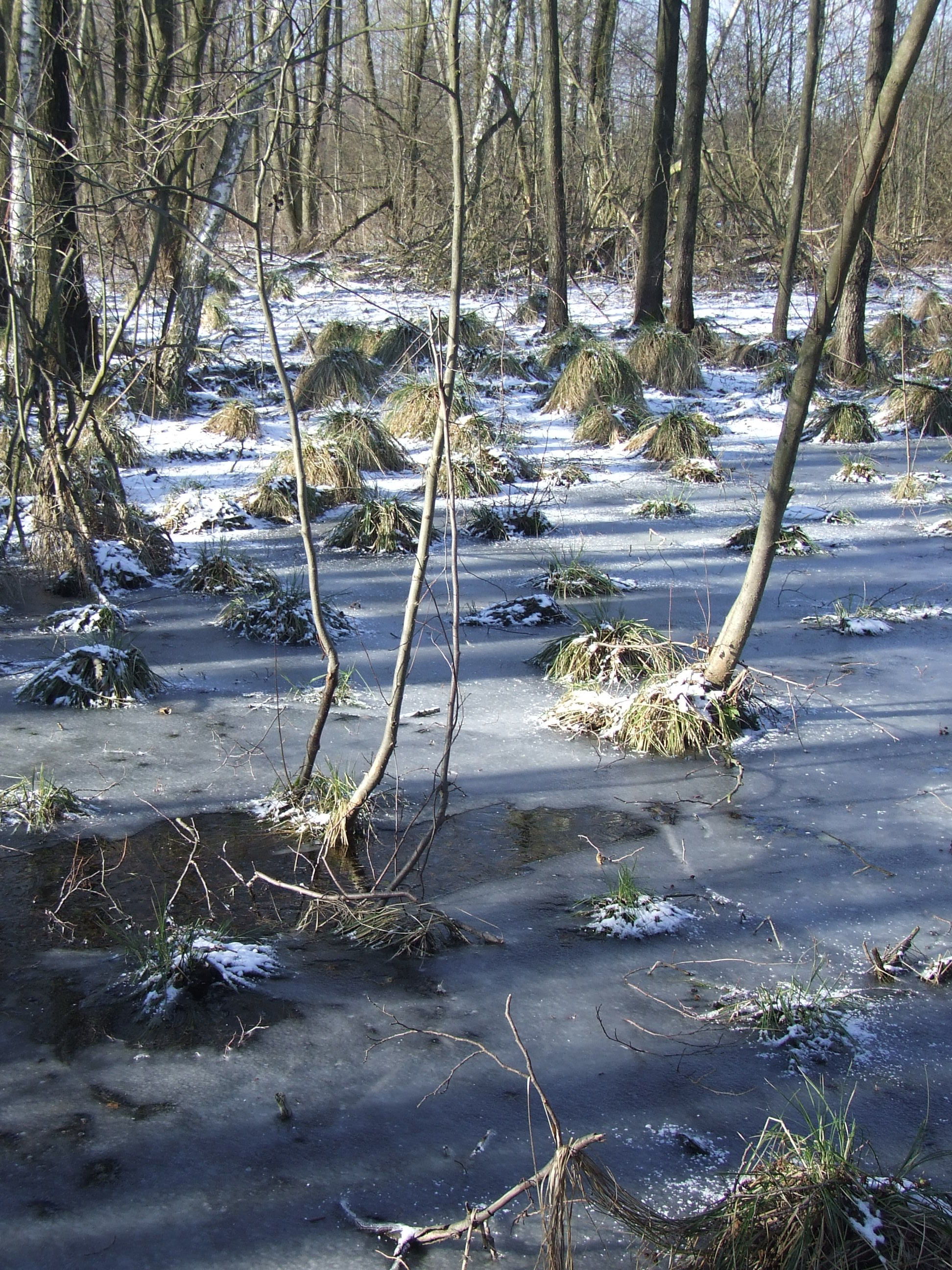
Zimowy widok olsu na uroczysku Zbrody
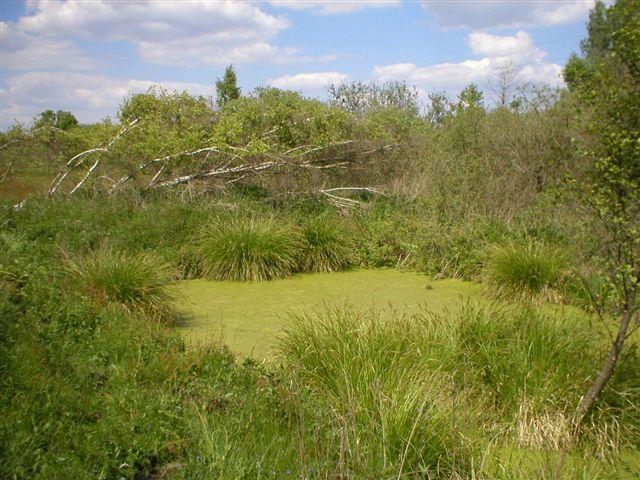
Dół wyrobiskowy po kopaniu torfu we wsi Wypnicha
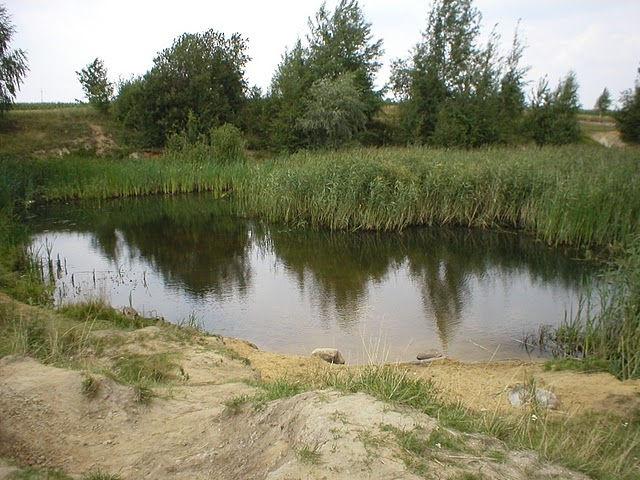
Parszczyny latem – staw wysiękowy
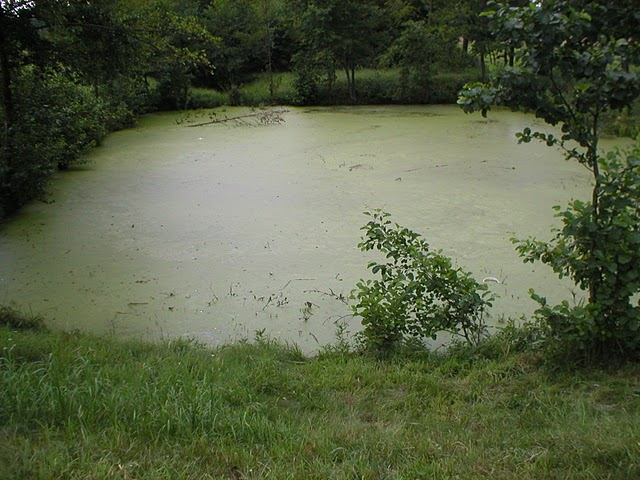
Stok – zarastający limnokren